# Jan Rutgers
Johannes (Jan) Rutgers (Hallum, 24 augustus 1850 - Heerenveen, 13 augustus 1924) was een Nederlands arts, neomalthusianist en predikant. Hij was een van de markante figuren binnen de Nederlandse seksuele revolutie en een voorstander van rasverbetering en eugenetica.

## Levensloop
Rutgers was de zoon van de hervormde predikant Sebald Justinus Rutgers en Anna Maria Wolthers.
Rutgers trouwde op 28 mei 1874 met Cornelia Everharda Thiens Abresch. Uit dit huwelijk werden twee dochters en twee zoons geboren. Een van zijn zoons was de vooraanstaande communist Sebald Justinus Rutgers.
Rutgers studeerde theologie aan de Universiteit van Groningen, een studie die hij op 22-jarige leeftijd voltooide. Een jaar later, in 1874, werd hij predikant in het Groningse dorp Hornhuizen. Hier maakte hij in 1875 een zware geloofscrisis door waarna hij besloot weer te gaan studeren. Hij volgde een studie geneeskunde, wederom aan de Universiteit van Groningen, en later aan de Universiteit van Leiden. In 1879 werd hij arts en hij promoveerde nog hetzelfde jaar aan de Groninger universiteit op een proefschrift over de invloed van leverziekten op de nierfunctie. Daarna vestigde hij zich als huisarts aan het Haringvliet te Rotterdam. Daar overleed zijn vrouw aan de gevolgen van een kraambedinfectie op 18 februari 1884.
Na het overlijden van zijn eerste vrouw hertrouwde hij in 1885 met de feministe Mietje Hoitsema. Mede door Mietje nam Rutgers' belangstelling voor maatschappelijke vragen langzaam toe. Dit huwelijk kan als een keerpunt in Rutgers' leven worden beschouwd. Meer dan zijn vrouw werd Jan Rutgers aangetrokken door het anarchisme. Hij abonneerde zich op het anarchistische weekblad Les Temps Modernes, dat in Parijs uitkwam onder redactie van Jean Grave, en werd vooral een aanhanger van de inzichten van Peter Kropotkin. In Nederland sloot hij vriendschap met Ferdinand Domela Nieuwenhuis, die hij meermalen raad gaf en ook anderszins steunde. Hij publiceerde in Domela's blad Recht voor Allen onder het pseudoniem 'Jan Holland'. In Rotterdam stelde hij zijn bibliotheek ter beschikking van de anarchistische arbeiders en later huurde hij voor de Rotterdamse anarchisten een vergaderlokaal. Zijn vrouw bewoog zich meer richting de Sociaal-Democratische Arbeiderspartij en beiden zouden ook het feminisme, neomalthusianisme en vegetarisme omarmen.

## Ideologie
Rutgers belangrijkste werk werd het toegankelijk maken van betrouwbare anticonceptie. Voor hem "vormde anticonceptie door middel van voorbehoedsmiddelen een onderdeel van de bevrijding van de moderne mens uit het keurslijf van een onnatuurlijke moraal". Vanaf 1892 hield hij, naar voorbeeld van Aletta Jacobs, een speciaal spreekuur voor geboortebeperking waarin hij het pessarium occlusivum ("de gesloten vrouwenring") verstrekte.
Sedert 1901 werd Rutgers, in navolging van zijn vrouw, lid van de Nieuw-Malthusiaanse Bond (NMB), de voorloper van de latere Nederlandse Vereniging voor Seksuele Hervorming (NVSH). Hij werd al spoedig secretaris en behield achttien jaar lang een voortrekkerspositie binnen de bond. Zijn vrouw Mietje was tevens voorzitster van 1901 tot 1912. Reeds vanaf 1900 leidde Rutgers de NMB-leken (de zogenoemde 'deskundige medewerksters') op tot hulpverleners om zo een netwerk van anticonceptionele hulp in Nederland tot stand te brengen. Daarmee joeg hij de artsenwereld tegen zich in het harnas en ook voor Aletta Jacobs was dit reden om uit de NMB te stappen.
Rutgers publiceerde in 1905 het boek Rasverbetering en bewuste aantalsbeperking; kritiek van het Malthusianisme en van het Nieuw-Malthusianisme, waarin hij het bereiken van "het physiologisch optimum" centraal stelde als een objectieve maatstaf voor geboorteregeling.
Tevens pleitte hij voor een baringsverbod voor degenen die in erbarmelijke omstandigheden leefden. Rutgers sprak onbevangen over rasverbetering en bedoelde hiermee de verbetering van de menselijke soort. Bewuste aantalsbeperking zag hij als een voorwaarde voor rasverbetering. Evenals bij Aletta Jacobs was rasverbetering voor Rutgers een ideaal dat vooral medisch-hygiënische en zelfs culturele vooruitgang betekende. Daarnaast doelde hij ook op de "erfelijk belasten". Tegenover het argument dat geboortebeperking zou leiden tot te weinig kinderen, stelde hij dat degenen die helemaal geen kinderen meer zouden willen "defecte naturen" waren. "Is het niet een weldaad voor het ras, wanneer die re ipas (door eigen toedoen) uitsterven?" Hij verwachtte van het gebruik van voorbehoedsmiddelen ook een positief gevolg voor de kuisheid: die "zal men dan ook nog in veel ruimeren kring leeren gevoelen dan tegenwoordig." Hij achtte het gebruik van voorbehoedsmiddelen "onzedelijk" voor gevallen dat deze een uiting zou zijn "zelfzucht, weelde- en pronkzucht, luiheid, geldgierigheid" of "pessimisme". Verder zouden voorbehoedsmiddelen ook "het beste geneesmiddel" zowel de vraag als het aanbod van prostitutie. Hij voorspelde dat seksuele normen zouden veranderen naarmate voorbehoedsmiddelen minder feilbaar zouden worden.
Hij achtte het de plicht van de regering erop toe te zien dat op seksueel gebied het onderricht voldoende is. De kennis van voorbehoedsmiddelen moest echter beperkt blijven tot het huwelijk en niet met kinderen worden gedeeld.
Rutgers keerde zich ook steeds meer tegen de levenslange huwelijksbelofte, die hij op den duur even "onzedelijk en onredelijk" als de kloosterbelofte beschouwde. Tevens streed hij tegen het gebruik van alcohol, voerde hij actie tegen de strafbaarheid van abortus en ondertekende hij in 1912 een verzoekschrift van het Nederlandsch Wetenschappelijk Humanitair Komitee, dat zich inzette voor de gelijkberechtiging van homoseksuelen.
In 1919, op 68-jarige leeftijd, stopte Rutgers met zijn werk binnen de NMB en werd hij benoemd tot erelid. Hij legde zich toe op het schrijven en in 1922 verscheen zijn Das Sexualleben in seiner biologischen Bedeutung als ein Hauptfaktor zur Levensenergie für Mann und Weib, für die Pflanzen und für die Tiere.
In 1924 stierf hij onopgemerkt. Zijn lijk werd pas dagen later gevonden. Rutgers kan als voorloper van de seksuologie en voorvechter van de seksuele vrijheid worden beschouwd. 'De Nederlandse Stichting Consultatiebureaus voor Huwelijks- en Geslachtsleven' werd ter nagedachtenis aan hem omgedoopt tot Rutgers Stichting.

## Werken
- 1900: Een boek voor jonge vrouwen en meisjes, wenken voor het geslachtsleven. Amsterdam.
- 1905: Rasverbetering en bewuste aantalsbeperking, kritiek van het Malthusianisme en van het Nieuw-Malthusianisme. Rotterdam. 2e druk: Amsterdam 1923.
- 1916: Het geslachtsleven van den man. Almelo.
- 1922: Das Sexualleben in seiner biologischen Bedeutung als ein Hauptfaktor zur Lebensenergie für Mann und Weib, für die Pflanzen und für die Tiere, R.A. Giesecke, Dresden.